# Ultrafiltrazione

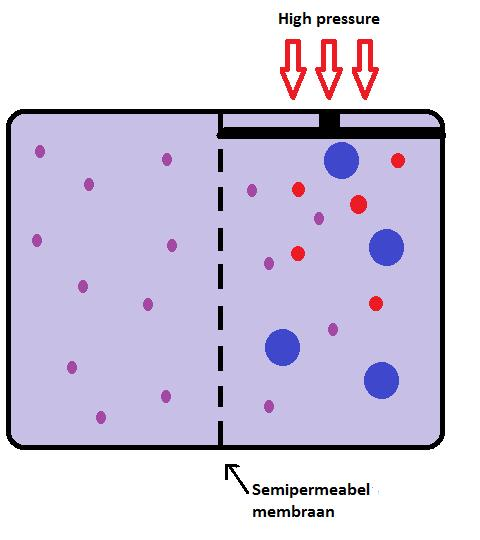
Ultrafiltrazione, nello scompartimento destro viene evidenziata l'applicazione di una elevata pressione.

L'ultrafiltrazione (UF) è un processo di filtrazione operato su membrana semipermeabile caratterizzata da pori aventi un diametro intorno a 1-100 nm.

## Funzionamento
La forza spingente del processo è rappresentata della differenza di pressione (detta pressione transmembrana, in inglese TMP, Trans-Membrane Pressure), applicata a monte e a valle del mezzo filtrante per ottenere il passaggio del fluido.

La pressione transmembrana è associata alla perdita di carico che subisce il fluido attraversante la membrana: tanto più le dimensioni dei fori della membrana sono ridotte, tanto più sarà elevata la perdita di carico da superare. Nell'operazione di ultrafiltrazione si raggiunge in genere una pressione transmembrana di circa 0,15-15 ata (pari a 1÷100 psig).
Come qualunque filtrazione, la procedura ha lo scopo di separare una fase dispersa, costituita da particelle solide, ed un fluido, liquido o gas, che forma una fase continua.
La sospensione viene inviata contro un mezzo filtrante (la membrana); il fluido passa attraverso essa e viene raccolto a valle con il nome di filtrato o permeato. I solidi sospesi vengono trattenuti, tutti o in parte, sulla superficie della membrana. Essi costituiscono il retentato.
I materiali più impiegati nella costruzione delle membrane UF sono CA (acetato di cellulosa, ormai obsoleto), PVDF (polivinildenfluoruro), PAN (poliacrilonitrile), PES (polieteresulfone) e ceramica. Dopo il 2005 sono state sviluppate membrane in PES e PVDF modificati allo scopo di aumentare l'idrofilicità del materiale destinato al contatto con l'acqua da filtrare.

## Applicazioni
Mediante l'ultrafiltrazione si possono separare batteri, virus e proteine.
Un esempio di utilizzo dell'ultrafiltrazione è il recupero delle proteine dal siero di latte.
Notevoli sono le applicazioni in campo industriale, dal settore alimentare all'industria tessile, dalla verniciatura elettroforetica a processi di produzione di carta.
A partire dalla fine del XX secolo la tecnologia di ultrafiltrazione è divenuta il sistema di pretrattamento più utilizzato al mondo nei nuovi impianti di dissalazione ad osmosi inversa.